# Pneuma (pesem)
"Pneuma" je pesem ameriške rock skupine Tool, izdana kot njihov drugi singel aprila 2020 ob njihovem petem studijskem albumu Fear Inoculum. Dosegla je 15. mesto na lestvici Billboard Mainstream Rock Songs.

## Ozadje
Pesem je bila prvič objavljena na petem studijskem albumu skupine z naslovom Fear Inoculum 30. avgusta 2019; pred izdajo albuma pesem niso napovedali ali predvajali v živo. Prvič je bila zaigran v živo sredi oktobra istega leta na festivalu Aftershock. Pesem je bila izdana kot drugi singel iz albuma v začetku leta 2020 in je dvajset tednov preživela na lestvici Billboard Mainstream Rock Songs ter dosegla 15. mesto.
Člani skupine so pesmi namenili posebno pozornost, pri čemer so med drugim objavili dodatne posnetke pesmi, vključno s posebnim videom "drummer-cam", na katerem bobnar Danny Carey izvaja svoje dele pesmi, kitarist Adam Jones pa je izdal vadnico za kitaro o tem, kako zaigrati kitarski riff zadnjega verza. To se je zdelo redko, saj je bila skupina po navadi skrivnostna in na splošno prikrivala informacije javnosti.

## Sestava in teme
Pesem je bila opisana kot mehak začetek, ki se v enajstih minutah predvajanja intenzivno povečuje. Skladba ima več dolgih instrumentalnih vmesnih delov, nekateri se osredotočajo na bobnenje, drugi na kitare. Opisana je bila kot "atmosferska" in "neverjetna", z vsebovanjem bobnanja v slogu "Bližnjega vzhoda". Jones kitarski del pesmi opisuje kot "ni težko igrati, a je zelo zadovoljivo". Omenil je tudi, da bas riff Justina Chancellorja "ostaja na izvirnem [kitarskem] riffu, zato je med obema nekaj lepih, malo nasprotujočih si trenutkov".
Tematsko je pesem naslovljena po grškem izrazu za duha ali dušo - pneuma in vsebuje veliko namigov na "dihanje".

## Sprejem
Pesem je bila omenjena kot izjemna skladba z albuma Fear Inoculum. Revolver je bobnanje Dannyja Careya opisal kot "neverjetno" in "skoraj nadnaravno". Metal Injection je Careyjevo predstavo pohvalil kot "popolnoma ubijalsko". Loudwire je opomnil, da je pesem postala priljubljena tudi med oboževalci skupine.

## Osebje
- Maynard James Keenan – vokali
- Adam Jones – kitara
- Justin Chancellor – bas
- Danny Carey – bobni

## Lestvice
| Lestvica (2020)                             | Najvišji položaj |
| ------------------------------------------- | ---------------- |
| US Mainstream Rock (Billboard)              | 15               |
| US Rock Airplay (Billboard)                 | 31               |
| US Hot Rock & Alternative Songs (Billboard) | 4                |